# Heterhydrus
Heterhydrus là một chi bọ cánh cứng trong họ Dytiscidae.
Chi này được Fairmaire miêu tả khoa học năm 1869.

## Các loài
Các loài trong chi này gồm:
- Heterhydrus adipatus Guignot, 1952
- Heterhydrus agaboides Fairmaire, 1869
- Heterhydrus ghanensis Wewalka, 1980
- Heterhydrus senegalensis (Laporte, 1835)
- Heterhydrus sudanensis Zimmermann, 1927